# Chrysoperla

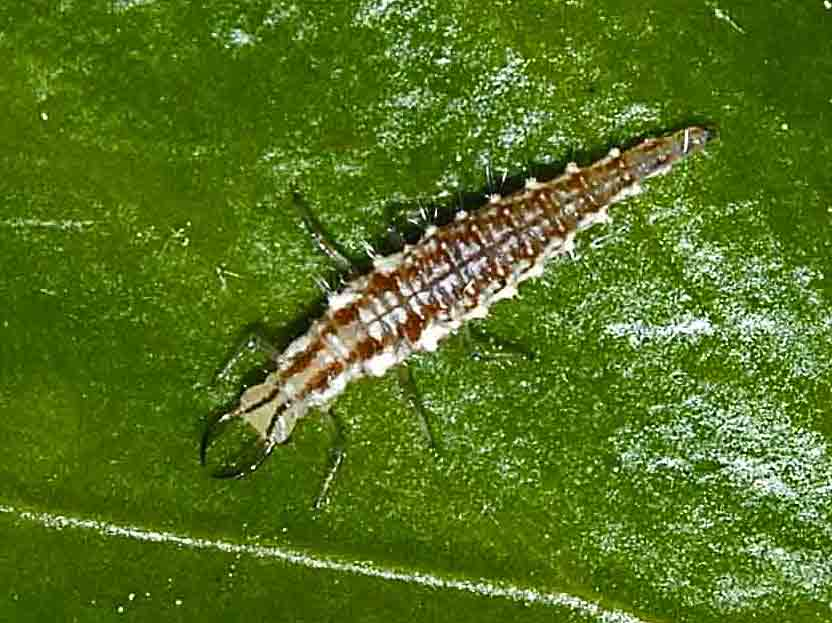
Larva de una especie de Chrysoperla de Italia

Chrysoperla es un género de insectos neurópteros de la familia Chrysopidae. Están en Chrysopini, la tribu más numerosa de la subfamilia Chrysopinae. Las larvas son depredadoras; se alimentan principalmente de áfidos y algunos miembros del género se usan como controles biológicos de plagas.

## Taxonomía y filogenia
El género Chrysoperla fue descrito por H. Steinmann en 1964 como un subgénero de Chrysopa como Chrysopa (Chrysoperla). Este diagnóstico original se basaba en marcas faciales que no resultaron confiables según B. Tjeder en 1966, qu9ien revisó la clasificación subgenérica de Steinmann en base a genitalia masculina. En 1970, H. Hölzel revisó estos subgéneros y movió Chrysoperla a un subgénero de Atlantochrysa como Atlantochrysa (Chrysoperla). Recién en 1977 Chrysoperla fue elevada a género por Y. Séméria, en base a una combinación de ausencia de gonapsis en los machos, falta de paquete de basuras de las larvas e invernación como adulto. Esta serie de revisiones movió especies entre varios géneros varias veces a medida que los géneros, especialmente  Chrysopa y Chrysoperla, eran redefinidos.

## Descripción e identificación
Chrysoperla es uno de varios géneros de crisópidos con adultos que tienen una banda amarillenta a lo largo del cuerpo. Esto los distingue de otros géneros.

## Distribución
El género es de distribución cosmopolita. Algunas especies son comunes en Europa y Norteamérica.

## Especies
Hay 67 especies descritas de Chrysoperla. Se siguen agregando nuevas especies.
- Chrysoperla adamsi (Henry, Wells & Pupedis, 1993)
- Chrysoperla affinis Henry et al., 2003
- Chrysoperla agilis Henry, Brooks, Duelli & Johnson, 2003
- Chrysoperla ankylopteryformis Monserrat & Díaz Aranda, 1989
- Chrysoperla annae Brooks, 1994
- Chrysoperla argentina González & Reguilón, 2002
- Chrysoperla asoralis (Banks, 1915)
- Chrysoperla barberina (Navás, 1932)
- Chrysoperla bellatula X.-k. Yang & C.-k. Yang, 1992
- Chrysoperla bolti Henry et al., 2018
- Chrysoperla brevicollis  (Rambur, 1842)
- Chrysoperla calocedrii Henry et al., 2012
- Chrysoperla carnea (Stephens, 1836)
- Chrysoperla chusanina (Navás, 1933)
- Chrysoperla comanche (Banks, 1938)
- Chrysoperla comans (Tjeder, 1966)
- Chrysoperla congrua (Walker, 1853)
- Chrysoperla decaryana (Navás, 1934)
- Chrysoperla defreitasi  Brooks, 1994
- Chrysoperla deserticola Hölzel & Ohm, 2003
- Chrysoperla downesi (Smith, 1932)
- Chrysoperla dozieri (R. C. Smith, 1931)
- Chrysoperla duellii Henry, 2019[6]
- Chrysoperla euneura X.-k. Yang & C.-k. Yang, 1992
- Chrysoperla europaea Canard & Thierry, 2020[7]
- Chrysoperla exotera (Navás, 1914)
- Chrysoperla externa (Hagen, 1861)
- Chrysoperla exul (McLachlan, 1869)
- Chrysoperla furcifera (Okamoto, 1914)
- Chrysoperla galapagoensis (Banks, 1924)
- Chrysoperla gallagheri Hölzel, 1989
- Chrysoperla genanigra de Freitas, 2003
- Chrysoperla hainanica X.-k. Yang & C.-k. Yang, 1992
- Chrysoperla harrisii (Fitch, 1855)
- Chrysoperla heidarii Henry et al., 2014
- Chrysoperla insulata (Fraser, 1957)
- Chrysoperla johnsoni Henry, Wells & Pupedis, 1993
- Chrysoperla longicaudata X.-k. Yang & C.-k. Yang, 1992
- Chrysoperla lucasina (Lacroix, 1912)
- Chrysoperla mediterranea (Hölzel, 1972)
- Chrysoperla mexicana Brooks, 1994
- Chrysoperla mutata (McLachlan, 1898)
- Chrysoperla nigrinervis Brooks, 1994
- Chrysoperla nigrocapitata Henry et al., 2015
- Chrysoperla nipponensis (Okamoto, 1914)
- Chrysoperla nyerina (Navás, 1933)
- Chrysoperla oblita (Hölzel, 1973)
- Chrysoperla orestes (Banks, 1911)
- Chrysoperla pallida Henry, Brooks, Duelli & Johnson, 2002
- Chrysoperla plicata (Tjeder, 1966)
- Chrysoperla plorabunda (Fitch, 1855)
- Chrysoperla pudica (Navás, 1914)
- Chrysoperla qinlingensis C.-k. Yang & X.-k. Yang, 1989
- Chrysoperla raimundoi de Freitas & Penny, 2001
- Chrysoperla renoni (Lacroix, 1933)
- Chrysoperla rotundata (Navás, 1929)
- Chrysoperla rufilabris (Burmeister, 1839)
- Chrysoperla savioi (Navás, 1933)
- Chrysoperla shahrudensis Henry et al., 2018
- Chrysoperla siamensis Brooks, 1994
- Chrysoperla sola X.-k. Yang & C.-k. Yang, 1992
- Chrysoperla suzukii (Okamoto, 1919)
- Chrysoperla thelephora C.-k. Yang & X.-k. Yang, 1989
- Chrysoperla volcanicola Hölzel et al., 1999
- Chrysoperla xizangana (C.-k. Yang et al. in F.-s. Huang et al., 1988)
- Chrysoperla yulinica C.-k. Yang & X.-k. Yang, 1989
- Chrysoperla zastrowi (Esben-Petersen, 1928)
  - Chrysoperla zastrowi sillemi (Esben-Petersen, 1935)

### Taxones temporarios
Hay porlo menos 8 especies adicionales dentro del grupo Chrysoperla carnea que aun no han sido descritas.
- Chrysoperla carnea-kyrgyzstan - Kyrgyzstan
- Chrysoperla downesi-1 - eastern United States
- Chrysoperla downesi-china - China
- Chrysoperla downesi-kyrgyzstan - Kyrgyzstan
- Chrysoperla downesi-western - western United States
- Chrysoperla nipponensis-a2 - Asia
- Chrysoperla nipponensis-b - Asia

## Galería

Chrysoperla, Oxford, Inglaterra
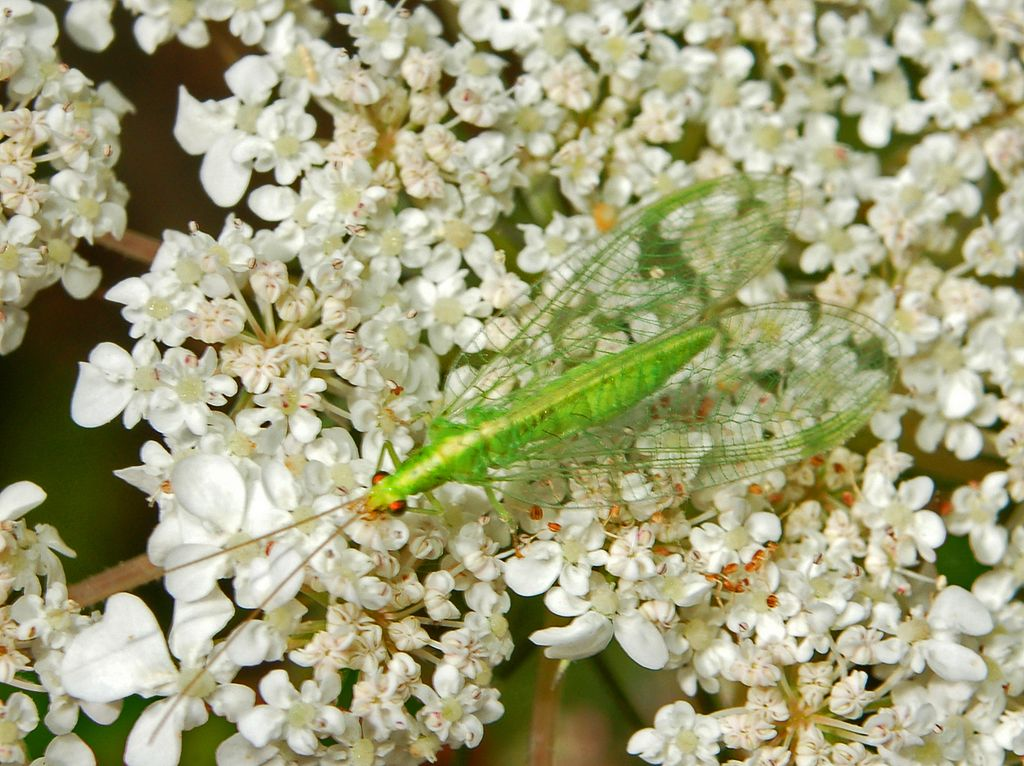
Chrysoperla, larva comiendo áfidos en Italia
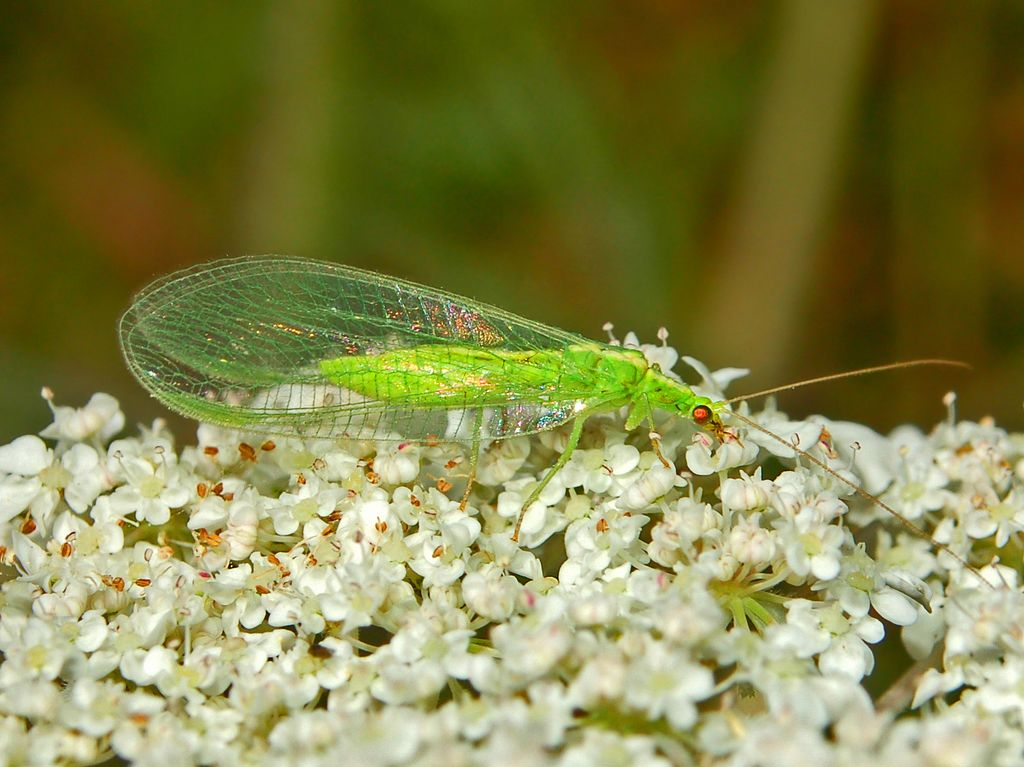
Chrysoperla, Francia
- Chrysoperla, Francia
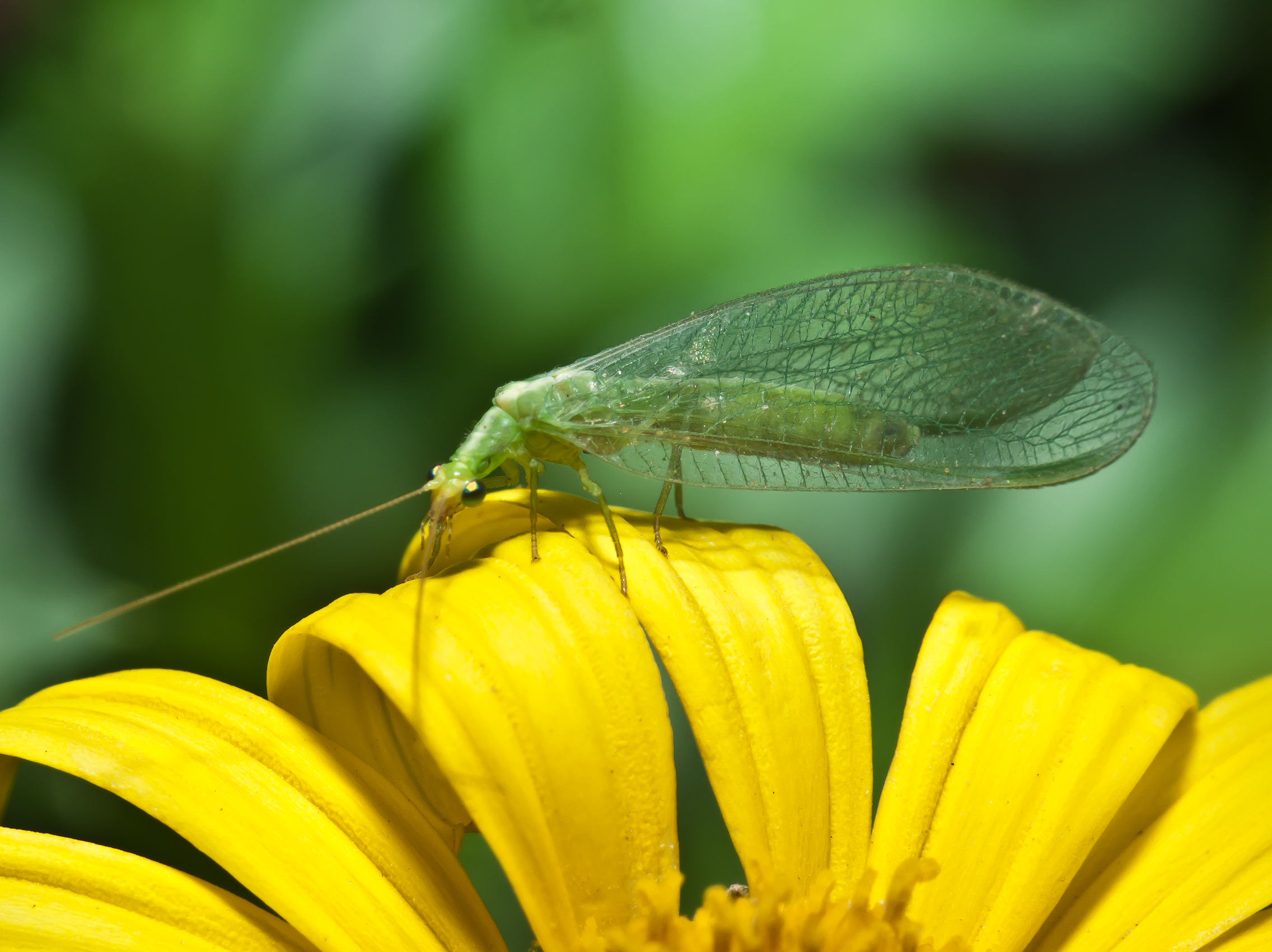
Chrysoperla, Galicia, España
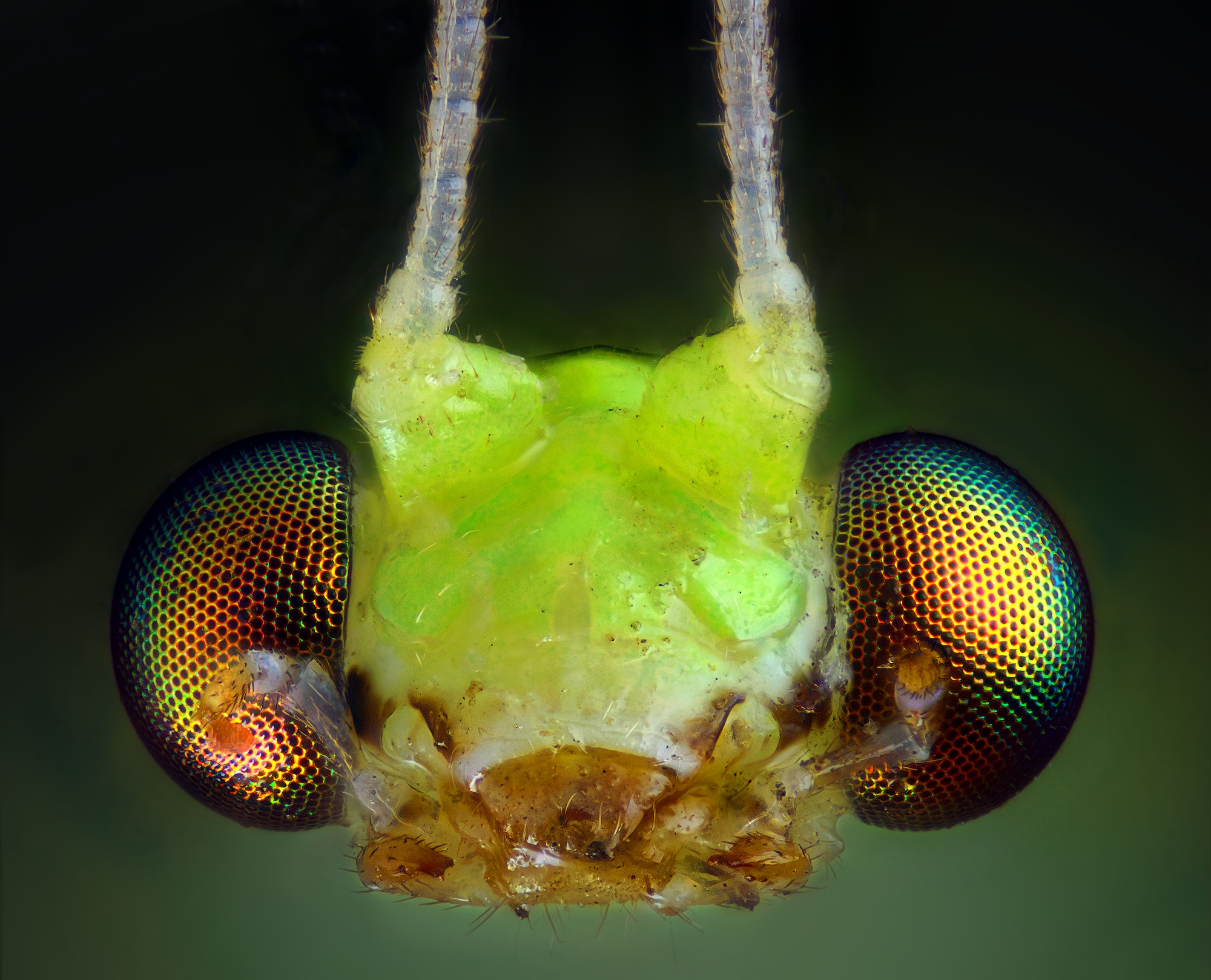
Chrysoperla, Rusia